# Pentaloncha rubriflora
Pentaloncha rubriflora är en måreväxtart som beskrevs av Ronald D'Oyley Good. Pentaloncha rubriflora ingår i släktet Pentaloncha och familjen måreväxter.
Artens utbredningsområde är Cabinda. Inga underarter finns listade i Catalogue of Life.